# 臺中爵士音樂節
臺中爵士音樂節（Taichung Jazz Festival）為臺中市政府每年10月舉辦兩個周末間的爵士樂系列活動，為全台規模最大的爵士音樂節。
台中爵士音樂節內容包含露天音樂會、講座、青少年樂團培訓及爵士志工等，起初為台中閃亮文化季下的活動之一；隨著參與人數逐年成長，2009年自文化季獨立舉辦，現已成為臺中熱門的節慶活動，每年吸引百萬人次參與。

## 簡介
爵士音樂節起源為時任臺中市長胡志強與臺中市政府文化局寄望讓臺中成為亞洲的愛丁堡嘉年華（Edinburgh Festival），在舉辦的逍遙音樂町迴響當中發現喜愛爵士樂的比例高於其它音樂，或許是因為爵士樂最能跨越東西方，滿足各年齡所需，與城市氛圍相稱，故在2003年將爵士音樂節作為台中閃亮文化季壓軸，之後再擴大為一項獨立的音樂活動。
音樂會邀請國內外知名爵士樂團體表演，早期活動場地分散在豐樂雕塑公園等地，2005年後固定在市民廣場周邊，開放空間不需門票，周邊美食文創攤位也是音樂節的一部分，亦包含臺中市五星級飯店現場擺攤，但疫情後已取消美食攤商。草悟道小舞台讓樂手與觀眾近距離互動，疫情後改在臺中市文創場地進行巡演暖身。市民廣場主舞臺前的草地提供民眾席地而坐，後來衍生發展出野餐文化，隨著人潮聚集，晚間節目前已經有人卡位，經過多年舉辦，草皮更是一位難求，也間接影響觀賞品質。
2015年市府團隊輪替後，增設原縣區副場地，該年曾出現改名爭議，音樂節被納入台中花都藝術節中，後因與論壓力恢復獨立舉辦。
2020年因2019冠状病毒病全球疫情而首度停辦一屆，改為線上及室內音樂會。
2021年肺炎疫情持續影響，為符合防疫規範和人數控管，調整採多點、分散等方式舉辦爵士音樂表演。
2022年前主舞臺主持人主要由已故台北愛樂電台「爵士夜」節目製作人暨主持人沈鴻元(1973-2023)擔任。
2023年獲得交通部觀光署觀光亮點獎之10大活動體驗獎。

## 歷屆活動

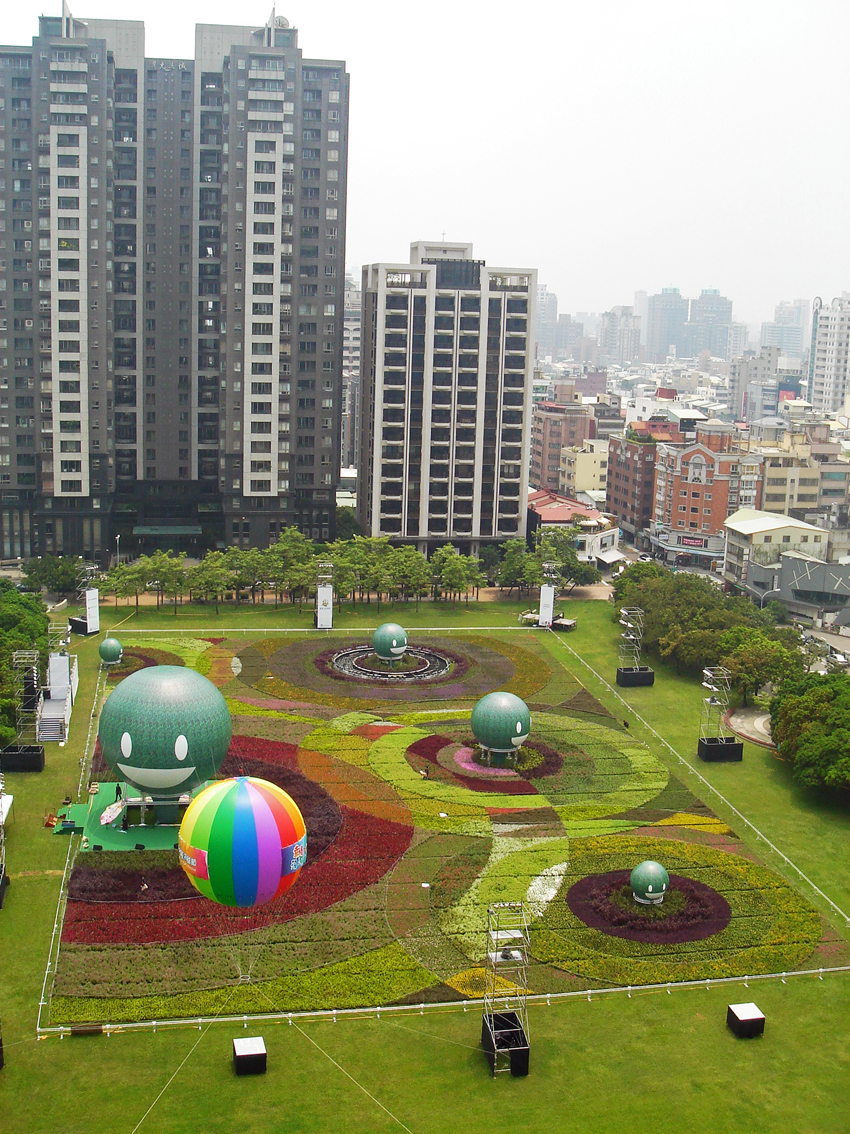
2010年台中花毯節的場地－市民廣場，即是爵士音樂節的主舞台

| 年度 | 主題                                      | 日期         | 場次 | 場地                                                                                      | 節目                                        | 預算(百萬) | 承辦           |
| ---- | ----------------------------------------- | ------------ | ---- | ----------------------------------------------------------------------------------------- | ------------------------------------------- | ---------- | -------------- |
| 2003 | 臺中文化季-臺中市爵士音樂節               | 10/04－10/25 | 15   | 豐樂公園、精明一街、繼光街、逢甲夜市、天津路商圈、臺中公園                                |                                             |            | 亞藝藝術       |
| 2004 | Fall in Jazz                              | 10/09－10/24 | 24   | 豐樂公園、市民廣場、經國園道                                                              | 首次在市民廣場舉辦，開幕邀請張菲表演        | 4          | 民聲文化傳播   |
| 2005 | Shall We Jazz 一起爵士吧!                 | 10/22－11/06 | 35   | 市民廣場、經國園道                                                                        |                                             | 4.6        | 民聲文化傳播   |
| 2006 | 即興Big Band 搖擺派對                     | 10/21－10/29 | 30   | 市民廣場、經國園道                                                                        | 出現流行歌手吳克群演出                      | 5.2        | 民聲文化傳播   |
| 2007 | Can't Stop Jamming 停不了的即興           | 10/20－10/28 | 36   | 市民廣場、經國園道                                                                        |                                             | 6.2        | 聯合報         |
| 2008 | Jazz on the Corner 爵士無所不在           | 10/18－10/26 | 33   | 市民廣場、經國園道                                                                        | 10/18千人合奏薩克斯風金氏世界紀錄(918人)    | 7          | 聯合報         |
| 2009 | Time in Jazz 爵士，無時不樂               | 10/17－10/25 | 46   | 市民廣場、經國園道                                                                        | 第一週週末J1舞臺規劃成完全藍調的音樂週      | 8          | 民聲文化傳播   |
| 2010 | Pure Jazz，Super Power 純粹爵士．超級響亮 | 10/16－10/24 | 55   | 市民廣場、經國園道                                                                        | 首次主舞台天天有節目                        | 9.96       | 力譔堂         |
| 2011 | That's Legend，Let's Jazz 爵代傳奇        | 10/15－10/23 | 51   | 市民廣場、經國園道                                                                        | 千人齊奏‧百年爵響(1432人再破金氏世界紀錄)。 | 8.5        | 力譔堂         |
| 2012 | Jazz the Way You Are 爵士本色             | 10/20－10/28 | 60   | 市民廣場、經國園道                                                                        |                                             | 9.2        | 力譔堂         |
| 2013 | 經典爵起 This is Jazz                     | 10/19－10/27 | 53   | 市民廣場、草悟道                                                                          |                                             | 7.95       | 力譔堂         |
| 2014 | 爵盛時代 Legend Jazz                      | 10/18－10/26 | 50   | 市民廣場、草悟道                                                                          |                                             | 8          | 力譔堂         |
| 2015 | JAZZ YOUR WAY                             | 10/24－11/01 | 48   | 市民廣場、草悟道、葫蘆墩文化中心、屯區藝文中心、港區藝術中心                              | 納入2015台中花都藝術節，增設原縣區副舞台。  | 8.5        | 力譔堂         |
| 2016 | 百年爵起 100 Years of Jazz                | 09/30－10/09 | 53   | 市民廣場、草悟道、清水區公所前廣場、 大里運動公園、 豐原田心公園                          |                                             | 11         | 力譔堂         |
| 2017 | 綺響花園 Green Land                       | 10/07－10/15 | 52   | 市民廣場、草悟道、 屯區藝文中心 、港區藝術中心、 葫蘆墩文化中心                           |                                             | 12         | 力譔堂         |
| 2018 | 花漾爵士 Blooming JAZZ                    | 10/13－10/21 | 49   | 市民廣場、草悟道、 大坑經補庫停車場 、港區藝術中心、 葫蘆墩文化中心                       |                                             | 13         | 力譔堂         |
| 2019 | Jazz You Up                               | 10/11－10/20 | 53   | 市民廣場、草悟道、 臺中市立圖書館豐原分館B棟3樓演藝廳 、港區藝術中心、 霧峰立法院中辦園區 |                                             | 12.9       | 力譔堂         |
| 2020 | Jazz@Home                                 | 12/14,15,24  | 3    | 線上音樂會、臺中國家歌劇院                                                                | 2020臺中線上爵士✕現場音樂會                 |            | 台中室內合唱團 |
| 2021 | 爵士搖擺 GIVE ME FIVE                     | 10/22－10/31 | 29   | 臺中舊火車站、臺中市店家                                                                  |                                             | 9.8        | 力譔堂         |
| 2022 | 就是不設限 Unlimited                      | 10/15－10/23 | 43   | 市民廣場、臺中驛鐵道文化園區、PARK2草悟廣場、臺灣府儒考棚Ｘ中島 GLAb、臺中市役所          |                                             | 9.8        | 力譔堂         |
| 2023 | Across The Sea Over The Mountain          | 10/13－10/22 | 43   | 市民廣場、臺中驛鐵道文化園區、富興工廠1962、臺中市役所                                    |                                             | 10.5       | 力譔堂         |
| 2024 | 爵士潮 GET INTO JAZZ                      | 9/14－10/20  | 38   | 光復新村、眷村文化園區、一德洋樓、太平洋百貨、市民廣場、臺中國家歌劇院                    | 20週年                                      | 9.5        | 力譔堂         |

## 相片集

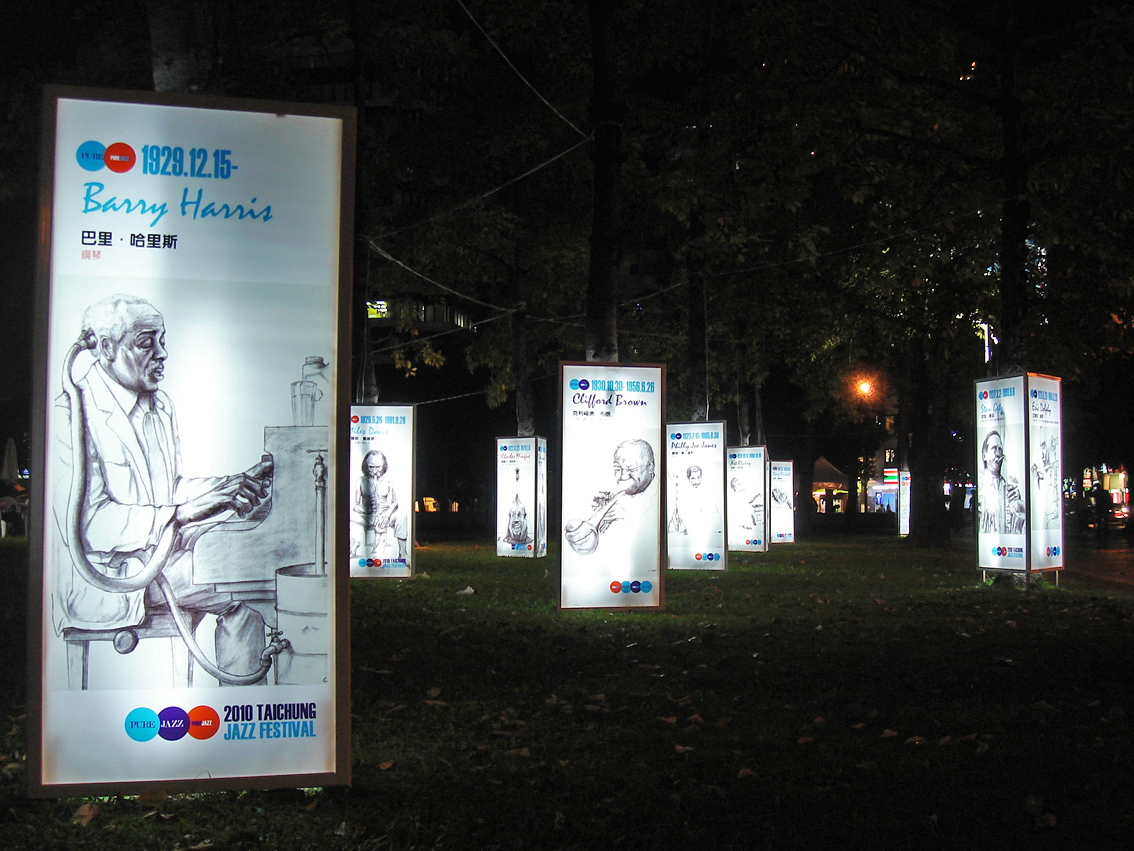
2010年台中爵士音樂節在市民廣場的爵士昔日展
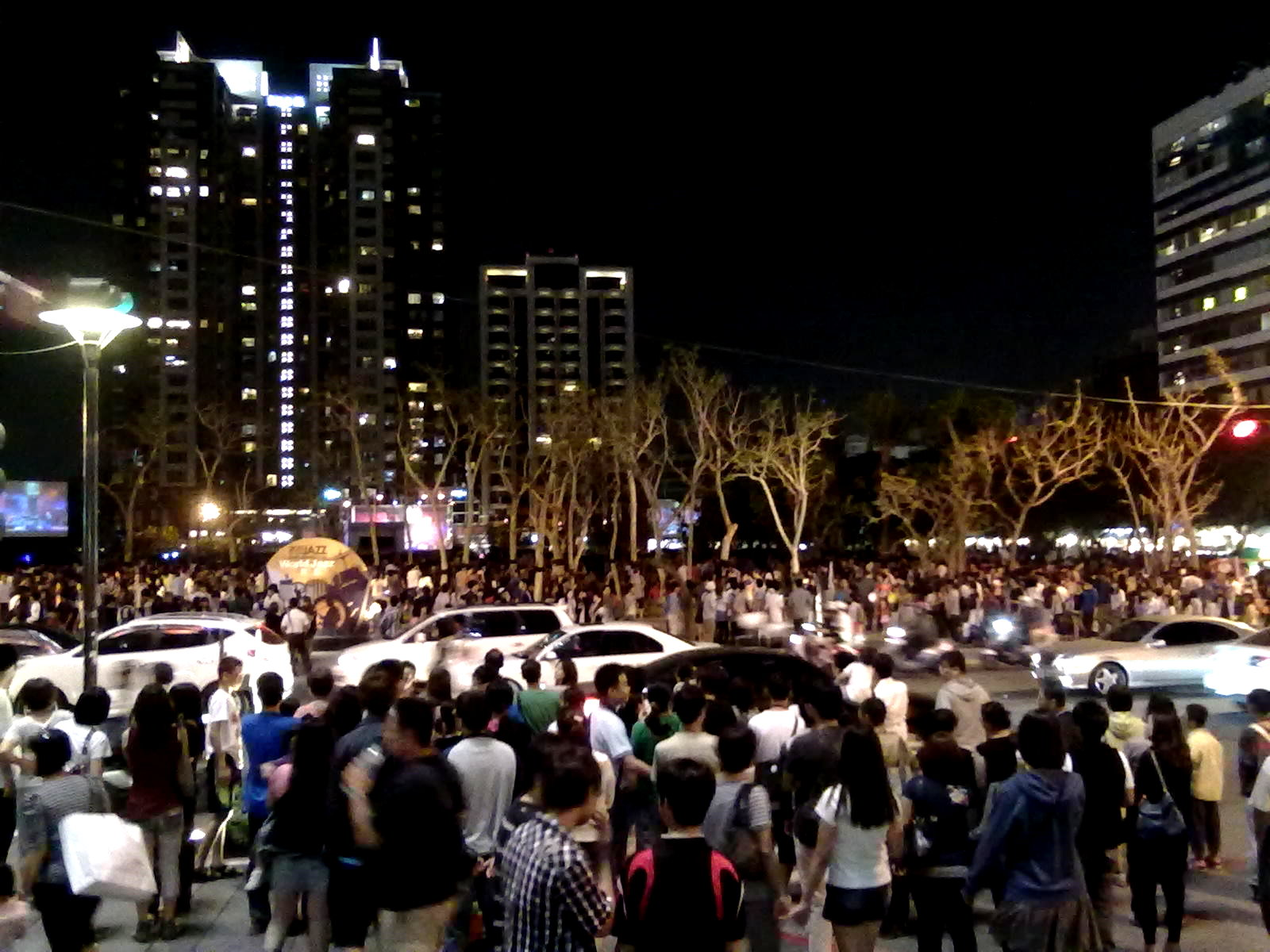
2011台中爵士音樂節人潮
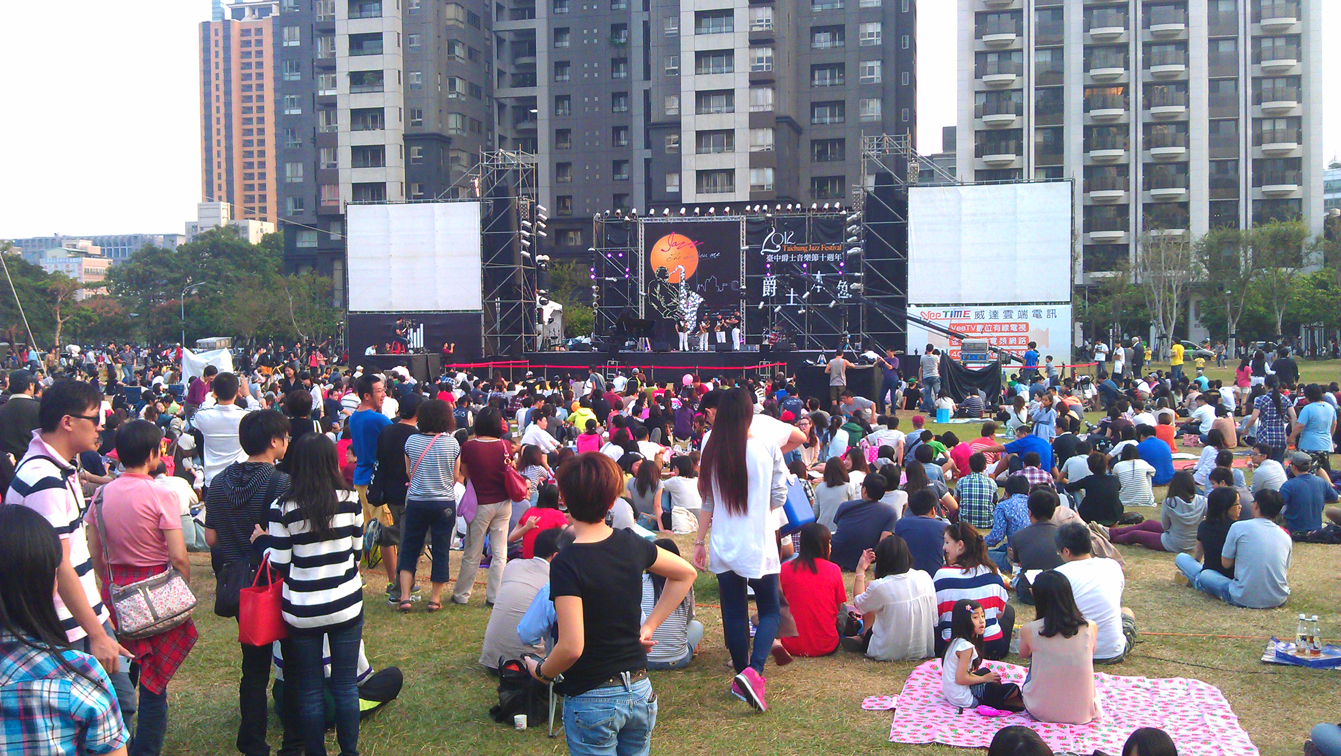
2012台中爵士音樂節開幕
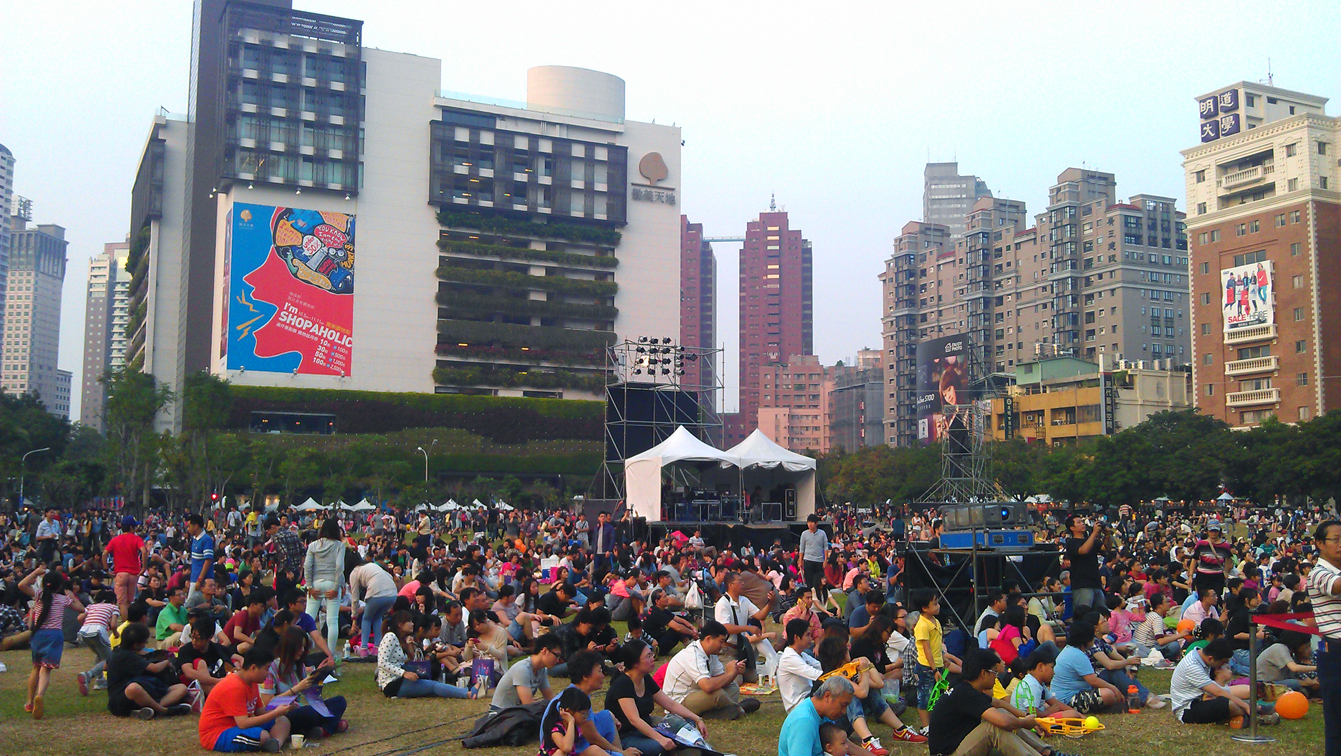
2012台中爵士音樂節主場地
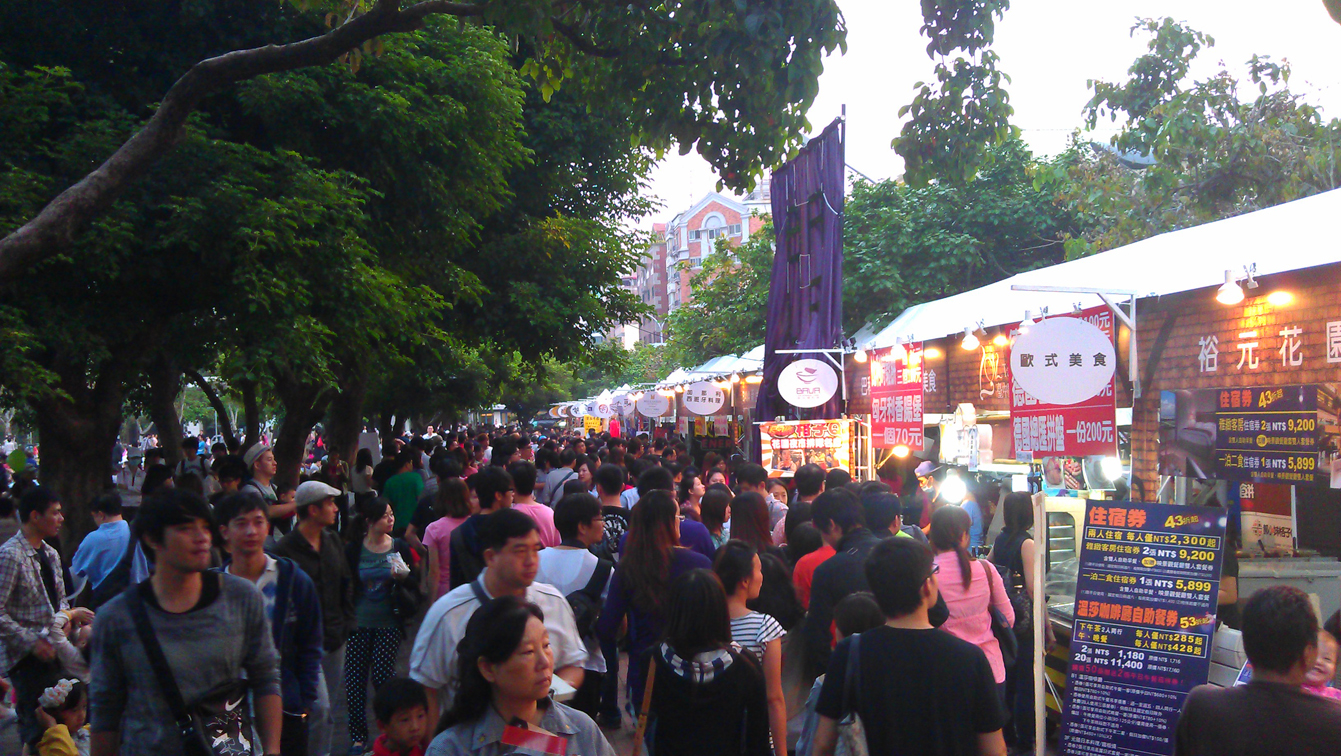
2012台中爵士音樂節美食攤
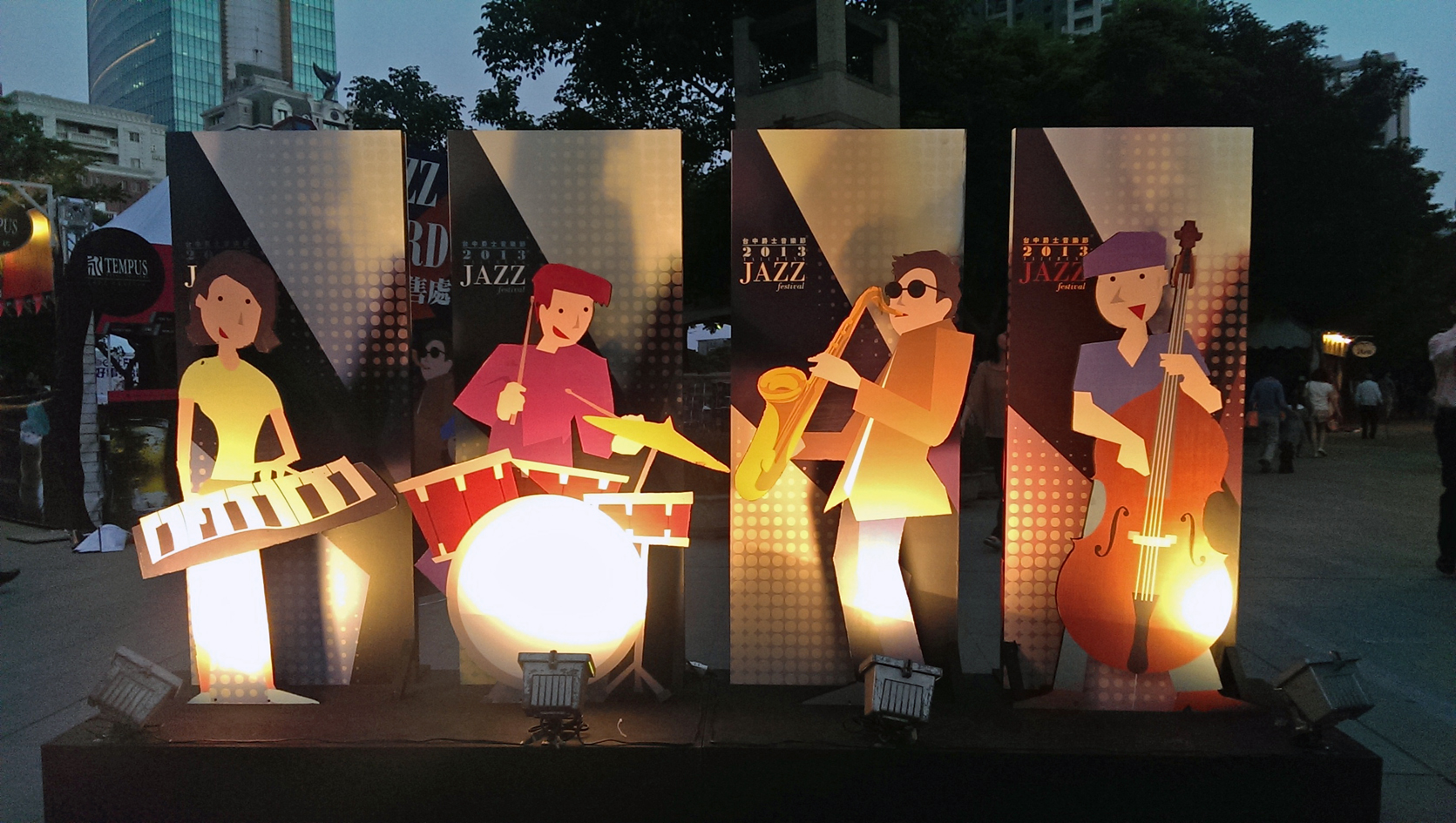
2013台中爵士音樂節裝置藝術
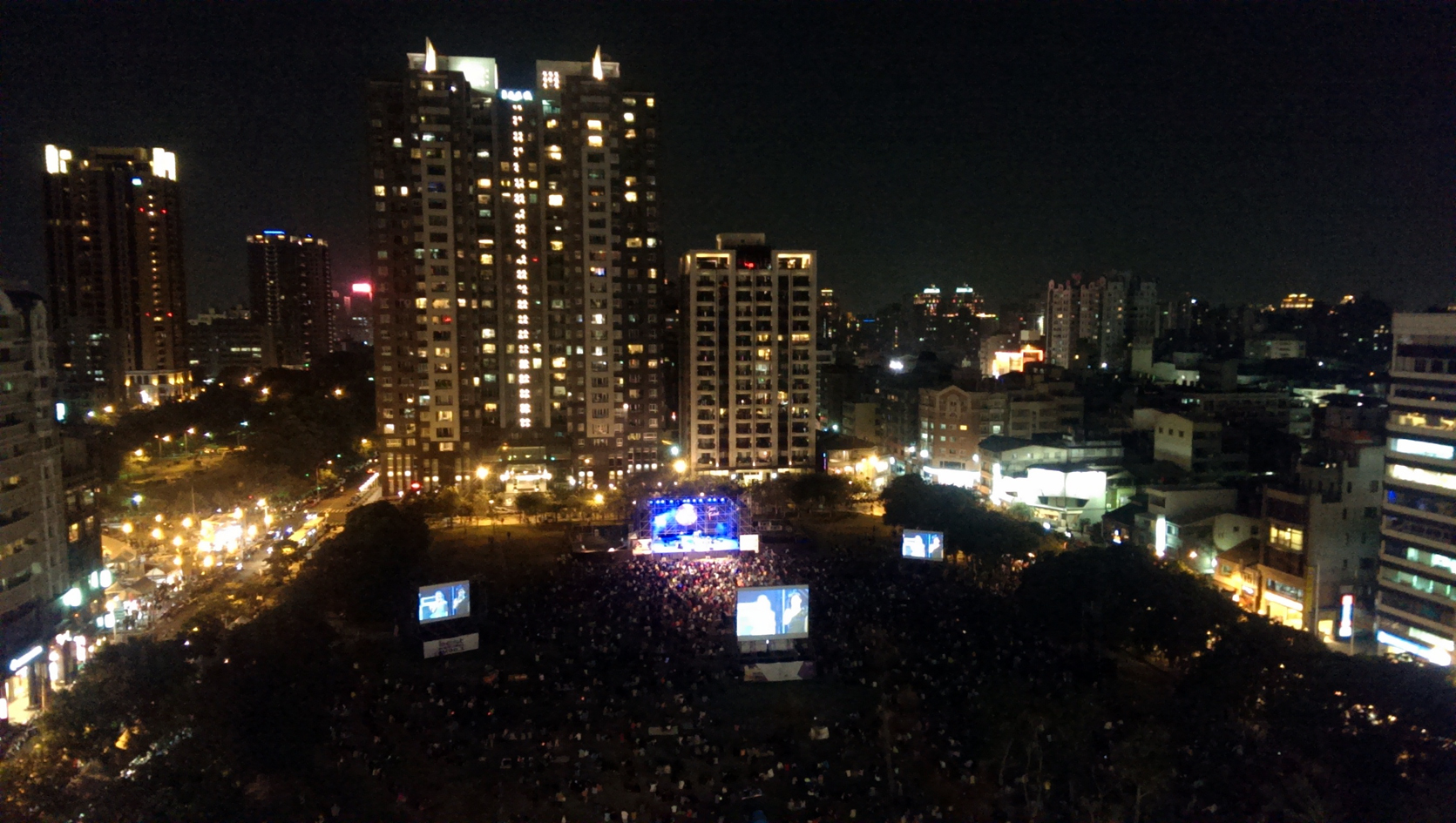
2013台中爵士音樂節主舞台
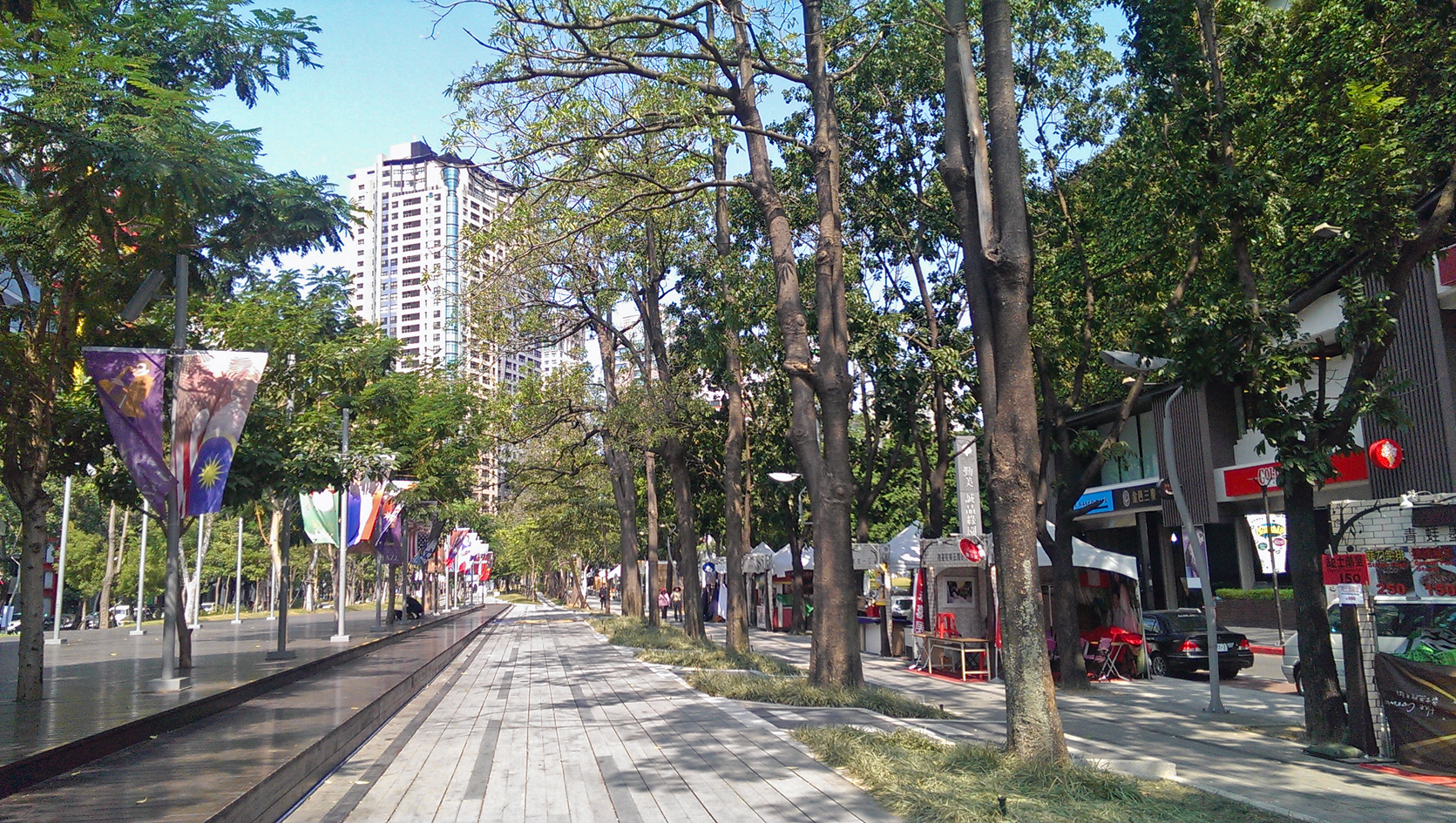
2013台中爵士音樂節的經國園道
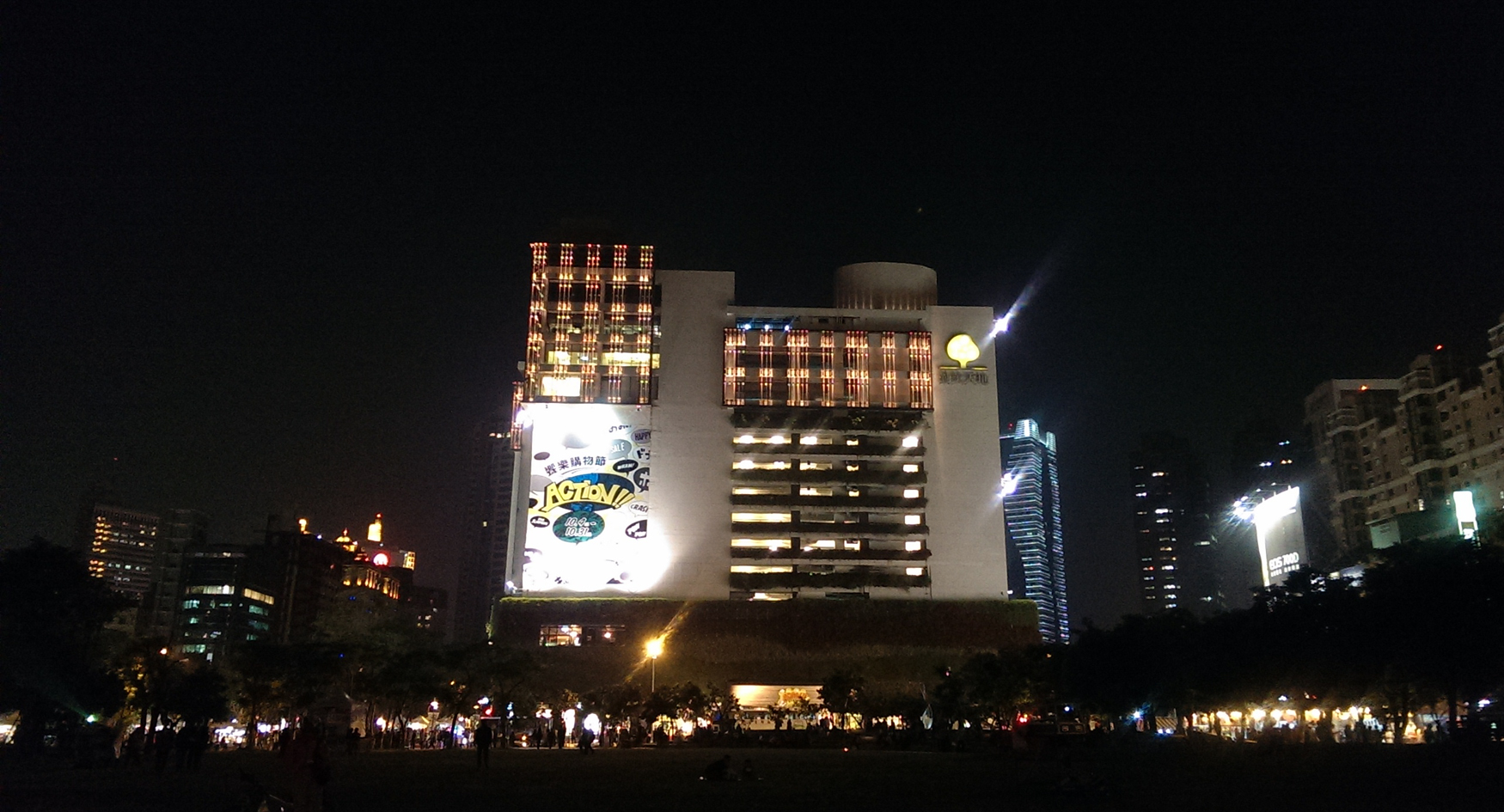
2013台中爵士音樂節與勤美綠園道

## 交通
市區公車、公路客運
- 台灣大道

48、57、83、86、87、88、103、106、146、168、169、6147、6268、6354
- 公益路

27、81、107
- 向上路

5、6527、6528
- 美村路

71、72
- 英才路

51、27
高鐵接駁公車
- 台灣大道

1658

## 外部連結
- 臺中爵士音樂節的Facebook專頁